# Hermann, Missouri
Hermann är administrativ huvudort i Gasconade County i Missouri. Orten grundades på 1830-talet av Deutsche Ansiedlungs-Gesellschaft zu Philadelphia och fick sitt namn efter cheruskernas hövding Arminius.